# Between (voleibol)
Between é uma jogada de ataque utilizada no voleibol. É efetuada com o atacante de meio de rede batendo uma bola de chute-meio e o de ponta fintando uma meia bola entre os dois. Ou uma variação, com o de meio fintando, e o ponta batendo.
O nome da jogada vem da palavra between, que em inglês quer dizer "entre". Ou seja, o levantador fica entre os 2 atacantes, podendo escolher a melhor jogada.